# Скрипторијум
Скрипторијум (латински: scriptorium) назив је за посебну просторију у средњовековним европским манастирима у којој су писари преписивали рукописе. Сачувани записи, грађевине и археолошки налази показују да су, насупрот увреженом мишљењу, такве посебне просторије биле реткост и да се преписивање најчешће одвијало у удубљењима у клаустрима, налик на мале кабине, или у ћелијама самих калуђера. У данашњим научним делима термин scriptoria чешће се користи да означи укупну писану традицију једног манастира него саму просторију у којој се то писање одвијало.
Скрипторијум се обично настављао на манастирску библиотеку, па се може претпоставити да је скрипторијум постојао у сваком манастиру у којем је била и библиотека. Скрипторијуми су, у смислу посебне просторије за преписивање, вероватно постојали само током ограниченог временског периода, када би нека установа или појединац пожелели да преписивањем велике количине писаних дела заснују библиотеку; када би се та библиотека снабдела довољном количином рукописа, престајала је потреба за посебном преписивачком просторијом. До почетка 13. века развиле су се преписивачке установе и ван манастирских и црквених кругова; у њима су понеки професионални писари можда и имали одвојене просторије за преписивање, али већином су на располагању имали само писаћи сто постављен уз прозор у њиховом властитом дому.
Многа дела грчке и римске књижевности сачувана су захваљујући преписивачкој активности средњовековних манастира.